# X-Factor (worstelteam)
X-Factor was een "heel stable" van professioneel worstelaars dat actief was in de WWF. Dit stable bestond uit X-Pac, Justin Credible en Albert.

## In worstelen
- Met X-Pac en Justin Credible
  - Afwerking bewegingen
    - X Marks the Spot (Double superkick)

## Kampioenschappen en prestaties
- World Wrestling Federation
  - WCW Cruiserweight Championship (1 keer)
  - WWF Hardcore Championship (5 keer) - Justin Credible
  - WWF Intercontinental Championship (1 keer) - Albert
  - WWF Light Heavyweight Championship (2 keer) - X-Pac